# Апостол (фільм, 1997)
«Апостол» (англ. The Apostle) — американський драматичний фільм 1997 року, режисера Роберта Дюваля, який написав сценарій і виконав головну роль. Фільмування відбувалося в Сансеті та Лафайєтті в Луїзіані та поблизу них, а декілька кадрів було зроблено в районі Далласа в Техасі іншою камерою перед початком основної зйомки.
Фільм був показаний на Каннському кінофестивалі 1998 року на секції Особливий погляд. За свою гру Дюваль був номінований на премію «Оскар» за найкращу чоловічу роль, та був нагороджений числе́нними нагородами. Фільм отримав премію Independent Spirit Award за найкращий фільм 1997 року.

## Сюжет
Немолодий техаський проповідник Еліс Дюві (Роберт Дюваль), якого всі звали просто «Сані», довідується про зраду своєї дружини. Він, надто ревнивий до коханця своєї дружини, в пориві люті б'є суперника бейсбольною битою. Щоб уникнути відповідальності він втікає, змінює своє псевдо на «Апостол» і переїжджає до невеликої громади, де відбудовує стару церкву для нових вірних …

## Ролі виконують
- Роберт Дюваль — Еліс Дюві, «Сані» / «Апостол»
- Фарра Фосетт — Джессі Дюві
- Джон Бізлі[en] — брат К. Чарльз Блеквелл
- Міранда Річардсон — Тусі
- Джун Картер Кеш — мама Дюві
- Волтон Гоггінс — Сем
- Біллі Боб Торнтон — порушник спокою

## Навколо фільму
- Після перегляду фільму Марлон Брандо написав Робертові Дювалю щирий лист, у якому привітав його зі створенням такого зворушливого фільму.
- Роберт Дюваль написав сценарій у 1980-х роках, і йому відмовили багато студій, перш ніж він профінансував фільм із власної кишені.
- Роберт Дюваль витратив 13 років і 5 мільйонів доларів власних грошей, щоб зняти «Апостола». Коли фільм отримав хороші касові збори, дистриб'ютори відшкодували йому витрачені кошти. Фільм зібрав 21,3 мільйона доларів у світовому прокаті, а сукупний бюджет виробництва та реклами склав 8 мільйонів доларів.

## Нагороди
- 1998 Премія Асоціації кінокритиків Чикаго:
  - найкращому акторові[en] — Роберт Дюваль

- 1998 Премія «Незалежний дух» некомерційної організації Незалежне кіно (Film Independent, США):
  - Премія «Незалежний дух» за найкращий фільм[en] — Роберт Дюваль
  - Премія «Незалежний дух» за найкращу режисерську роботу[en] — Роберт Дюваль
  - Премія «Незалежний дух» за найкращу чоловічу роль[en] — Роберт Дюваль

- 1998 Нагорода Спільноти кінокритиків Флориди[en] (США):
  - Нагорода Спільноти кінокритиків Флориди найкращому акторові[en] — Роберт Дюваль

- 1998 Товариства кінокритиків Лас-Вегасу[fr]:
  - Нагорода Товариства кінокритиків Лас-Вегасу найкращому акторові — Роберт Дюваль

- 1997 Премія 
 Асоціації кінокритиків Лос-Анджелеса (США):
  - Премія Асоціації кінокритиків Лос-Анджелеса найкращому акторові — Роберт Дюваль

- 1998 Премія Національної ради кінокритиків США, (National Board of Review, NBR Award):
  - особливе визнання (Special Recognition) за досягнення в створенні фільмів (For excellence in filmmaking)

- 1998 Премія Національної спілки кінокритиків США :
  -  найкращому акторові[en] — Роберт Дюваль